# Wahpeton 94B
Wahpeton 94B är ett reservat i Kanada.   Det ligger i provinsen Saskatchewan, i den centrala delen av landet, 2 300 km väster om huvudstaden Ottawa.
Trakten runt Wahpeton 94B består till största delen av jordbruksmark. Runt Wahpeton 94B är det mycket glesbefolkat, med 3 invånare per kvadratkilometer.